# Europeiska Schackunionen
European Chess Union (ECU), eller Europeiska Schackunionen, är en internationell schackorganisation som grundades 1985. Medgrundare var svenske Rolf Littorin som också blev organisationens förste ordförande. 

## Ordföranden[2]
- 1985-1986: Rolf Littorin, Sverige
- 1986-1998:  Kurt Jungwirth, Österrike
- 1998-2010: Boris Kutin, Slovenien
- 2010-2014: Silvio Danailov, Bulgarien
- 2014-: Zurab Azmaiparashvili, Georgien

ECU:s huvudkontor ligger i Schweiz. Ett av huvuduppdragen för ECU är att arrangera Schack-EM i olika klasser. 